# Сборная Польши по футболу на чемпионате Европы 2008 года

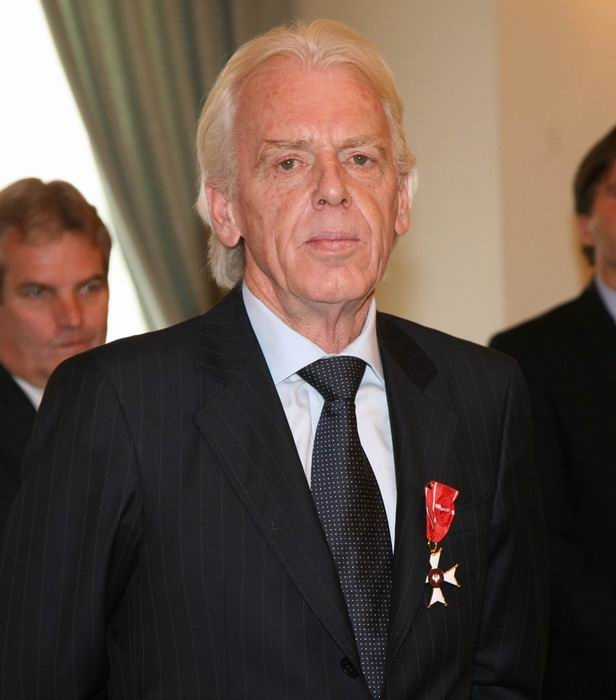
Лео Бенхаккер, главный тренер сборной Польши по футболу на чемпионате Европы 2008

Сборная Польши по футболу на чемпионате Европы 2008 года выступала впервые в своей истории: до этого польская сборная семь раз участвовала в чемпионатах мира и дважды становилась бронзовым призёром, но ни разу не играла на континентальном первенстве.
Польская сборная попала на чемпионат Европы, проходивший в Австрии и Швейцарии, выиграв свою квалификационную группу A и опередив сборную Португалии. В финальном турнире поляки попали в группу B к хозяевам турнира — сборной Австрии, а также к Германии и Хорватии. Поляки выступили крайне невыразительно, уступив немцам в первом матче 0:2, упустив победу в матче с Австрией 1:1 (единственный гол забил натурализованный Рожер Геррейро) и проиграв Хорватии 0:1. Польша в итоге заняла последнее место в группе.

## Отборочный турнир

### Перед началом отборочного турнира
Польская сборная начала подготовку к чемпионату Европы 2008 года по окончании чемпионата мира в Германии: на том турнире команда Павла Янаса потерпела неудачу, не выйдя из группы. Голландский специалист Лео Бенхаккер, тренировавший на том же чемпионате сборную Тринидада и Тобаго, дебютировавшую на мировых первенствах, возглавил команду после отставки Павла Янаса. Первый матч под руководством Бенхаккера поляки сыграли 16 августа 2006 в Оденсе, проиграв Дании со счётом 0:2.

### Ход отборочного турнира

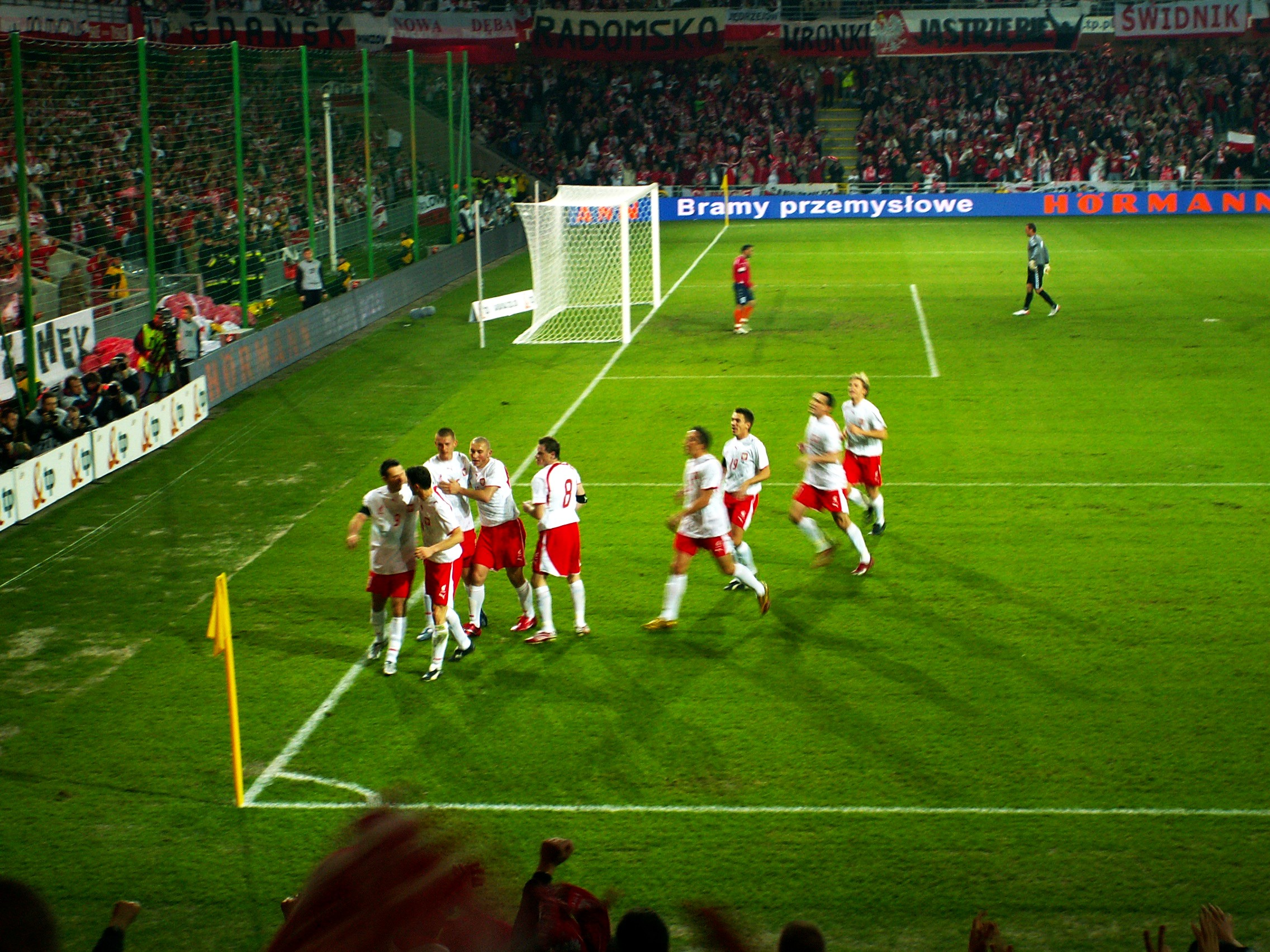
Сборная Польши празднует гол Мацея Журавского в ворота сборной Армении

2 сентября 2006 сборная Польши стартовала в отборочном турнире: в Быдгоще стартовая встреча с Финляндией завершилась поражением 1:3, а СМИ назвали матч катастрофическим и позорным. Спустя четыре дня польская сборная сумела добиться ничьи в матче против Сербии со счётом 1:1 благодаря голу Радослава Матусяка. В следующем матче против Казахстана поляки с большим трудом одержали победу со счётом 1:0.
11 октября 2006 сборная Польши на стадионе «Шлёнски» в Хожуве одержала стратегически важную победу над сборной Португалии со счётом 2:1 благодаря дублю Эузебиуша Смолярека. После этого поляки выиграли четыре встречи: по одной у Бельгии и Армении и обе встречи с Азербайджаном. Однако затем Польша внезапно проиграла в Ереване Армении 0:1 и разыграла ничью с Португалией со счётом 2:2. Оба матча по версии журнала «Futbol» вошли в список наиболее важных футбольных матчей в истории Польши.
В сентябре 2007 года Польша сыграла нулевую ничью с Финляндией, а затем в октябре обыграла Казахстан со счётом 3:1. 17 ноября на стадионе «Шлёнски» сборная Польши снова обыграла Бельгию, и снова дубль оформил Эби Смолярек. Победа позволила автоматически квалифицироваться полякам на чемпионат Европы-2008 с первого места. Поляки завершили кампанию ничьей с сербами, общий результат составил 8 побед, 4 ничьи и 2 поражения.
| 2 сентября 2006  | Финляндия   | Поражение | 1–3 | Быдгощ    | Лукаш Гаргула                                                                 |
| 6 сентября 2006  | Сербия      | Ничья     | 1–1 | Варшава   | Радослав Матусяк                                                              |
| 7 октября 2006   | Казахстан   | Победа    | 0–1 | Алматы    | Эузебиуш Смолярек                                                             |
| 11 октября 2006  | Португалия  | Победа    | 2–1 | Хожув     | Эузебиуш Смолярек (2)                                                         |
| 15 ноября 2006   | Бельгия     | Победа    | 0–1 | Брюссель  | Радослав Матусяк                                                              |
| 24 марта 2007    | Азербайджан | Победа    | 5–0 | Варшава   | Яцек Бонк Дариуш Дудка Войцех Лободзиньский Яцек Кжинувек Пжемыслав Казмерчак |
| 28 марта 2007    | Армения     | Победа    | 1–0 | Кильце    | Мацей Журавский                                                               |
| 2 июня 2007      | Азербайджан | Победа    | 1–3 | Баку      | Эузебиуш Смолярек Яцек Кжинувек (2)                                           |
| 6 июня 2007      | Армения     | Поражение | 1–0 | Ереван    |                                                                               |
| 8 сентября 2007  | Португалия  | Ничья     | 2–2 | Лиссабон  | Мариуш Левандовский Яцек Кжинувек                                             |
| 12 сентября 2007 | Финляндия   | Ничья     | 0–0 | Хельсинки |                                                                               |
| 13 октября 2007  | Казахстан   | Победа    | 3–1 | Варшава   | Эузебиуш Смолярек                                                             |
| 17 ноября 2007   | Бельгия     | Победа    | 2–0 | Хожув     | Эузебиуш Смолярек (2)                                                         |
| 21 ноября 2007   | Сербия      | Ничья     | 2–2 | Белград   | Рафал Муравский Радослав Матусяк                                              |

## Подготовка к чемпионату
2008 год Польша начала с победой над сборной Финляндии со счётом 1:0 — в польской команде играли исключительно представители чемпионата Польши, затем одержала победу над Чехией со счётом 2:0, выставив в состав только легионеров. В конце февраля поляки сыграли ещё один матч, набрав в сборную преимущественно игроков чемпионата Польши, и выиграли у Эстонии со счётом 2:0 благодаря голам Радослава Матусяка и Томаша Захорского.
26 марта Польша провела матч в Кракове против сборной США и проиграла 0:3. Сам Бенхаккер так комментировал неудовлетворительную игру своих подопечных:

Сегодняшний результат не должен оказать сильное влияние на дальнейшую подготовку к чемпионату Европы по футболу. В первом тайме мы играли плохо, после перерыва наша игра уже не выглядела так слабо. Это был всего лишь товарищеский матч. Мы его проиграли, и очень тяжело первому это признать. Но я не думаю, что наш уровень скатился к нулю, мы возвращаемся к самому началу. Именно так я говорил и о сдерживании эйфории от победы над Чехией. Всё время мы будем готовиться к большому турниру, мы уже в пути. Не надо делать никаких драматических выводов, после этого матча мы лучше подготовимся к чемпионату Европы. Мы знаем, что одержать победу на матче чемпионата Европы будет нелегко. Есть два плюса: мы знаем, что нам нужны игроки в оптимальной форме для успеха. И у меня была такая возможность увидеть игроков. Несколько футболистов потеряли свой шанс попасть на Евро, но я не буду об этом говорить. В первую очередь, я узнаю об их заинтересованности в этом.
Оригинальный текст (пол.)Dzisiejszy wynik nie powinien mieć większego wpływu na dalsze przygotowania do piłkarskich mistrzostw Europy. W pierwszej połowie zagraliśmy fatalnie, po przerwie nasza gra nie wyglądała już tak źle. To był tylko sparing. Przegraliśmy i to boli, pierwszy to przyznaję. Ale nie sądźcie, że nasz poziom sięgnął zera, że wracamy do punktu wyjścia. Tak samo apelowałem o powściągnięcie euforii po wygranej z Czechami. Cały czas przygotowujemy się do wielkiego turnieju, jesteśmy w drodze. Nie należy więc wyciągać dramatycznych wniosków. Po tym meczu jesteśmy lepiej przygotowani do Euro. Wiemy, że wygrywanie na tym poziomie nie przyjdzie łatwo. Są dwa pozytywy: wiemy, że potrzebujemy wszystkich zawodników w optymalnej formie, by zwyciężać. I mieliśmy kolejną okazję, by sprawdzić zawodników. Kilku piłkarzy straciło tym spotkaniem szanse na Euro, ale nie będę o nich mówił. Najpierw dowiedzą się o tym zainteresowani.

С 19 по 31 мая польская сборная находилась на сборах в Донауэшингене, по результатам которого в адрес Бенхаккера начала сыпаться критика: поляки перестали его считать великим тренером. В первом матче команда обыграла футбольный клуб «Шаффхаузен» со счётом 1:0 благодаря голу Яцека Кжинувека. Второй матч против Македонии завершился ничьей 1:1. В третьей встрече была бита Албания благодаря голу Мацея Журавского. 1 июня польская команда провела последний матч дома перед отлётом в Австрию во Вроцлаве против Дании, завершившийся ничьей 1:1.

## Финальный раунд

### Мнение фанатов

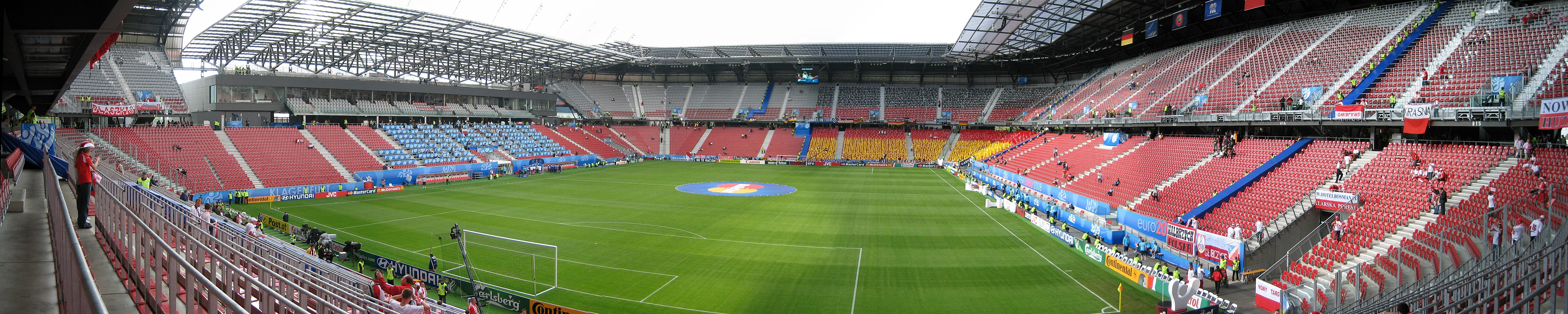
Стадион Хипо-Арена, Клагенфурт

Жеребьёвка 2 декабря 2007 определила Польшу в группу B к Германии, Австрии и Хорватии. Среди польских фанатов преобладало мнение, что польская команда однозначно проиграет Германии и обыграет Австрию, и только игра с Хорватией определит итоговый расклад в группе. Капитанскую повязку на турнире получил Мацей Журавский вместо ожидаемых Эузебиуша Смолярека или Артура Боруца.

### Состав
Состав был объявлен 28 мая 2008 Лео Бенхаккером на пресс-конференции. 14 игроков представляли иностранные клубы. В команду не попал Радослав Матусяк, который регулярно играл за сборную и забивал голы, но зато был включён Рожер Геррейро, получивший окончательно польское гражданство 17 апреля 2008.
5 июня 2008 на тренировке получил травму Якуб Блащиковский. Место его в составе занял Лукаш Пищек, который отдыхал на острове Родос тем временем. Бенхаккер признал, что планировал выпустить Блащиковского в первом же матче на поле. На следующий день, 6 июня, повредил спину Томаш Кущак и тут же был госпитализирован. Травма оказалась серьёзной, и в экстренном порядке место Кущака занял Войцех Ковалевский.
Окончательная заявка Польши на Евро-2008:
| №                | Имя                  | Клуб          | Дата рождения    | Возраст | Игр     | Голов   |
| Вратари          | Вратари              | Вратари       | Вратари          | Вратари | Вратари | Вратари |
| ---------------- | -------------------- | ------------- | ---------------- | ------- | ------- | ------- |
| 1                | Артур Боруц          | Селтик        | 20 февраля 1980  | 28      | 3       | 0       |
| 12               | Войцех Ковалевский   | Корона        | 5 ноября 1977    | 30      | 0       | 0       |
| 22               | Лукаш Фабианьский    | Арсенал       | 18 апреля 1985   | 23      | 0       | 0       |
| Защитники        |                      |               |                  |         |         |         |
| 2                | Мариуш Йоп           | Москва        | 3 августа 1978   | 29      | 1       | 0       |
| 3                | Якуб Вавжиняк        | Легия         | 7 июля 1983      | 24      | 1       | 0       |
| 4                | Павел Голяньский     | Стяуа         | 12 октября 1982  | 25      | 2       | 0       |
| 6                | Яцек Бонк            | Аустрия       | 24 марта 1973    | 35      | 2       | 0       |
| 13               | Марцин Василевский   | Андерлехт     | 9 июня 1981      | 27      | 3       | 0       |
| 14               | Михал Жевлаков       | Олимпиакос    | 22 апреля 1976   | 32      | 3       | 0       |
| 23               | Адам Кокошка         | Висла         | 6 октября 1986   | 21      | 1       | 0       |
| Полузащитники    |                      |               |                  |         |         |         |
| 5                | Дариуш Дудка         | Висла         | 9 декабря 1983   | 24      | 3       | 0       |
| 8                | Яцек Кжинувек        | Вольфсбург    | 15 мая 1976      | 32      | 3       | 0       |
| 10               | Лукаш Гаргуля        | Белхатув      | 25 февраля 1981  | 27      | 0       | 0       |
| 15               | Михал Паздан         | Гурник        | 21 сентября 1987 | 21      | 0       | 0       |
| 16               | Лукаш Пищек          | Герта         | 3 июня 1985      | 23      | 1       | 0       |
| 17               | Войцех Лободзиньский | Висла         | 20 октября 1982  | 25      | 3       | 0       |
| 18               | Мариуш Левандовский  | Шахтёр        | 18 мая 1979      | 28      | 3       | 0       |
| 19               | Рафал Муравский      | Лех           | 9 октября 1981   | 26      | 2       | 0       |
| 20               | Рожер Геррейро       | Легия         | 25 мая 1982      | 25      | 3       | 1       |
| Нападающие       |                      |               |                  |         |         |         |
| 7                | Эби Смолярек         | Расинг        | 19 января 1981   | 27      | 3       | 0       |
| 9                | Мацей Журавский      | Ларисса       | 12 сентября 1976 | 31      | 1       | 0       |
| 11               | Марек Сагановский    | Саутгемптон   | 31 октября 1978  | 29      | 3       | 0       |
| 21               | Томаш Захорский      | Гурник        | 22 ноября 1984   | 23      | 1       | 0       |
| Главный тренер   |                      |               |                  |         |         |         |
| Флаг Нидерландов | Лео Бенхаккер        | Лео Бенхаккер | 2 августа 1942   | 65      |         |         |

### Сбор в Австрии
2 июня сборная Польши прибыла в Австрию: самолёт с игроками сборной приземлился в аэропорту Граца. Оттуда польская команда отправилась в Бад-Вальтерсдорф, где она собиралась проживать во время чемпионата. Фирменный автобус сборной был раскрашен в белый и красный цвета, а на его борту был написан девиз сборной «Важны лишь спорт и удовольствие!» (пол. Bo liczy się sport i dobra zabawa!), выбранный фанатами на официальном сайте УЕФА. Для штаба сборной были предоставлены автомобили от спонсоров чемпионата, а всем игрокам сборной была предоставлена охрана. Команда проживала в гостинице «Дер Штайрерхоф» (нем. Der Steirerhof) в Бад-Вальтерсдорфе, которую порекомендовал Лео Бенхаккеру лично Арсен Венгер, который утверждал, что она является довольно тихой. К матчам группового этапа поляки готовились, однако, в присутствии игроков других сборных, и поэтому на территории отеля было запрещено делать какие-либо фотоснимки. К услугам польской сборной, которая заняла целый этаж одного из зданий, предоставлялись шесть бассейнов, в том числе с термальными водами, игровые автоматы и зал для настольного тенниса.
3 июня прошла первая тренировка с участием всех трёх вратарей и 13 полевых игроков. Футболисты занимались спринтом с элементами дриблинга, отрабатывали прессинг и игру на чужой половине поля.
11 июня сборная Польши на два дня переехала в Вену, чтобы провести там матч против Австрии.
Лео Бенхаккер утверждал, что с каждым днём тренировок сборная Польши выглядела всё лучше и лучше, он хвалил Мацея Журавского: «Когда я вижу, как трудится на тренировках Журавский, то я не могу в это поверить. Удивительно, что этот парень наверняка переживает вторую молодость». Касательно команды он говорил, что сборная является сбалансированной и сыгранной, хотя там нет больших звёзд. Основными качествами польской сборной Бенхаккер считал командный дух и психологическую подготовку, которая велась в течение долгого времени. По мнению западных экспертов, с приходом голландского специалиста игра польской сборной радикально изменилась. Обстановка в сборной была довольно миролюбивой, о чём говорили польские игроки неоднократно, а игроки на тренировках, по словам голландца, смотрелись вполне уверенно.
Незадолго до начала чемпионата польские издания Super Express и Fakt опубликовали оскорбительные карикатуры на немецких игроков. Первая газета изобразила Бенхаккера в форме армии Войска Польского, держащего в руках оторванные головы Йоахима Лёва и Михаэля Баллака, а заголовок гласил «Лео, принеси нам их головы». Вторая же изобразила Михаэля Баллака за рулём автомобиля «Трабант», который вёз Бенхаккера, с заголовком «Лео, справься с Трабантами». Однако это не испортило обстановку в команде: голландский специалист просто дистанцировался от прессы, назвав выходку польских журналистов «идиотизмом». Аналогично он проигнорировал заявления, что Германия и Австрия благодаря культурным связям могут помочь друг другу выйти из группы, выбив из турнира поляков и хорватов.
Официальной формой сборной Польши на чемпионате Европы была форма компании Puma из коллекции 2008 года: форму той же компании использовали Австрия, Чехия, Швейцария и Италия. Это была новая версия формы 2006 года, в которой играли поляки на чемпионате мира 2006 года. По результатам экспериментов в Манчестерском университете выяснилось, что во время матча при игре в такой форме значительно снижалось сопротивление воздуха.

## Матчи

### Германия — Польша

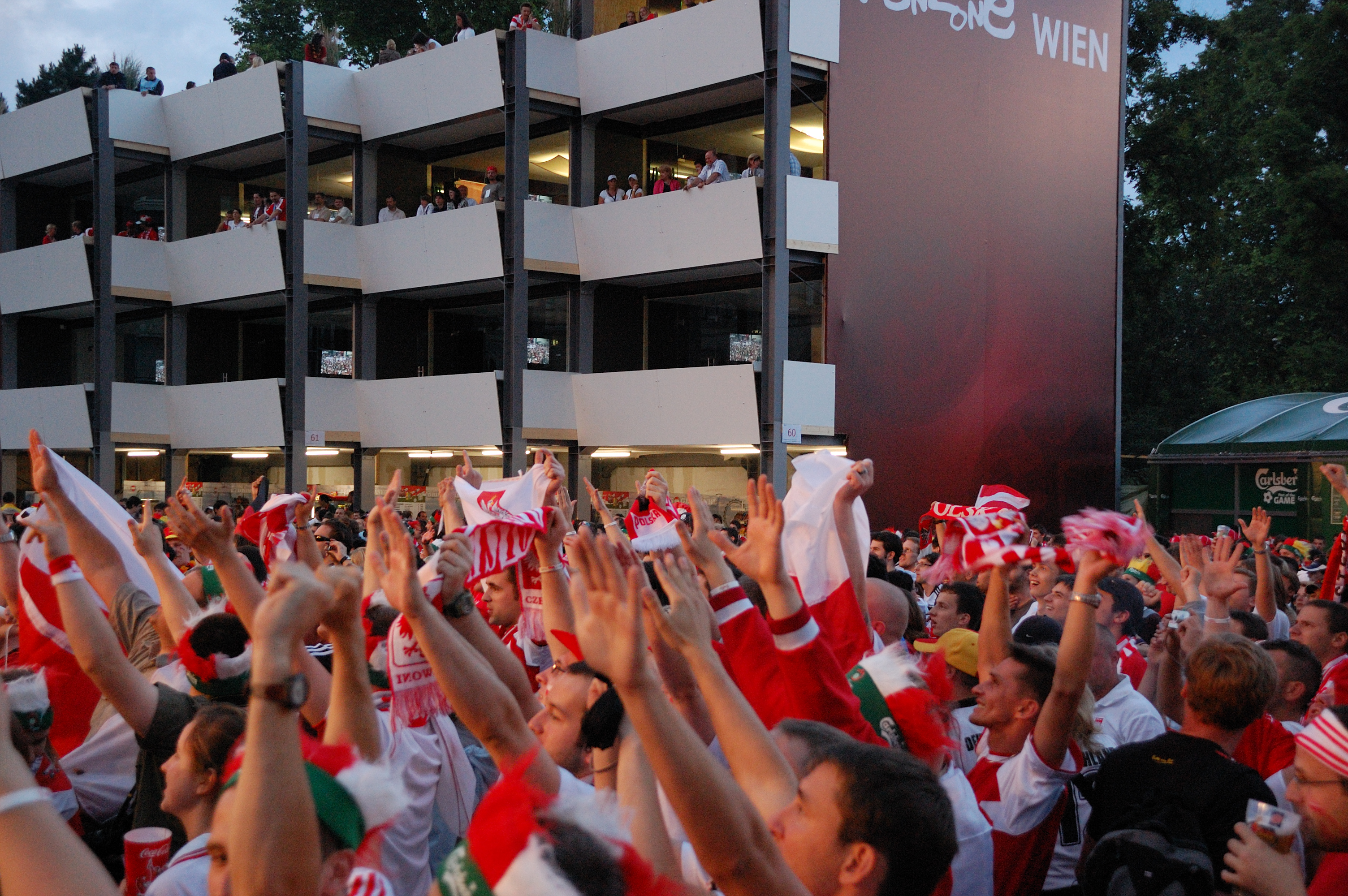
Польские фанаты в Вене

| 8 июня 20:45 CET   | \| Германия \| 2:0 (1:0) Отчёт \| Польша \| \| Подольски 20', 72' \| Голы \| \| | Хипо-Арена, Клагенфурт Зрителей: 30 461 Судья: Том Хеннинг Эвребё |
| Германия           | 2:0 (1:0) Отчёт                                                                 | Польша                                                            |
| Подольски 20', 72' | Голы                                                                            |                                                                   |

| Германия   |  |
|            |  |
|            |  |
| Запасные:  |  |
|            |  |
| Тренер:    |  |
| Йоахим Лёв |  |

| Польша        |  |
|               |  |
|               |  |
| Запасные:     |  |
|               |  |
| Тренер:       |  |
| Лео Бенхаккер |  |

| Игрок матча: Лукас Подольски Помощники судьи: Гейр-Оге Холен Ян Петер Ранден Четвёртый арбитр: Крейг Томсон |

### Австрия — Польша
| 12 июня 20:45 CET   | \| Австрия \| 1:1 (0:1) Отчёт \| Польша \| \| Вастич 90+3' (пен.) \| Голы \| герейро 30' \| | Эрнст Хаппель, Вена Зрителей: 51 428 Судья: Ховард Уэбб |
| Австрия             | 1:1 (0:1) Отчёт                                                                             | Польша                                                  |
| Вастич 90+3' (пен.) | Голы                                                                                        | герейро 30'                                             |

| Австрия            |  |
|                    |  |
|                    |  |
| Запасные:          |  |
|                    |  |
| Тренер:            |  |
| Йозеф Хикерсбергер |  |

| Польша        |  |
|               |  |
|               |  |
| Запасные:     |  |
|               |  |
| Тренер:       |  |
| Лео Бенхаккер |  |

| Игрок матча: Рожер Геррейро Помощники судьи: Дэррен Кэнн Майкл Малларки Четвёртый арбитр: Виктор Кашшаи |

### Польша — Хорватия
| 16 июня 20:45 CET | \| Польша \| 0:1 (0:0) Отчёт \| Хорватия \| \| \| Голы \| Класнич 53' \| | Хипо-Арена, Клагенфурт Судья: Кирос Вассарас |
| Польша            | 0:1 (0:0) Отчёт                                                          | Хорватия                                     |
|                   | Голы                                                                     | Класнич 53'                                  |

| Польша        |  |
|               |  |
|               |  |
| Запасные:     |  |
|               |  |
| Тренер:       |  |
| Лео Бенхаккер |  |

| Хорватия     |  |
|              |  |
|              |  |
| Запасные:    |  |
|              |  |
| Тренер:      |  |
| Славен Билич |  |

| Игрок матча: Помощники судьи: Димитрис Бозацидис Димитрис Сараидарис Четвёртый арбитр: Алессандро Гризелли |

## Итоги
|    | Команда  | И | В | Н | П | ГЗ | ГП | +/- | Очки |
| -- | -------- | - | - | - | - | -- | -- | --- | ---- |
| 1. | Хорватия | 3 | 3 | 0 | 0 | 4  | 1  | +3  | 9    |
| 2. | Германия | 3 | 2 | 0 | 1 | 4  | 2  | +2  | 6    |
| 3. | Австрия  | 3 | 0 | 1 | 2 | 1  | 3  | -2  | 1    |
| 4. | Польша   | 3 | 0 | 1 | 2 | 1  | 4  | -3  | 1    |

По окончании группового турнира Лео Бенхаккер предоставил игрокам свободу действий: каждый мог возвращаться домой как угодно. Большая часть игроков немедленно уехала на родину после матча с Хорватией через Бад-Вальтерсдорф. Часть футболистов пообщалась с поляками в Австрии, некоторые даже попрощались с персоналом гостиниц.
Бенхаккера СМИ обвиняли в том, что тот нарочно исключил из состава Якуба Блащиковского из-за личного конфликта, а его травма не была серьёзной, и только личное интервью Блащиковского развеяло подобные слухи. Лео Бенхаккер остался тренером сборной, однако Польский футбольный союз вынудил его назначить старшего тренера и двух помощников из польских специалистов, которыми стали Рафал Улатовский, Анджей Замильский и Радослав Мрочковский. Команду покинули Яцек Бонк и Мацей Журавский, а сборная опустилась с 28-го на 32-е место в рейтинге ФИФА.
20 августа 2008 Польша провела первый матч после Евро, проиграв Украине во Львове со счётом 0:1.